# Філаретов Гліб Васильович
Філаретов Гліб Васильович (рос. Глеб Васильевич Филаретов, нар.1901 р., с. Ірбітський завод, Пермська губернія — пом.1979 р., м. Москва) — радянський державний діяч. Начальник ГУЛАГу НКВС СРСР (1938-1939).

## Життєпис
- В 1917 вступив в РСЧА, брав участь у Громадянській війні. У 1922 вступив в компартію. Працював залізничним машиністом.
- З 1925 секретар партійного комітету на Карабаському заводі.
- З 1927 заступник директора Нев'янського механічного заводу.
- З 1929 керуючий, а з 1931 заступник начальника об'єднання «Взрывпром».
- З 1937 директор московського заводу «Ізолятор». Закінчив Промислову академію імені Л. М. Кагановича
- З січня 1938 заступник наркома, а з вересня 1938 року нарком місцевої промисловості РРФСР
- З 4 жовтня 1938 по 17 лютого 1939 заступник Наркома внутрішніх справ СРСР.
- З 16 листопада 1938 по 18 лютого 1939 начальник ГУВТТ НКВС СРСР.
- З 1939 по 1942 директор Московського станкоінструментального інституту.
- В 1943 виключений з партії.

Похований на Новодівочому цвинтарі.